# Nationale Wiedergeburt der Slowaken
Die Nationale Wiedergeburt der Slowaken (slow. Slovenské národné obrodenie) ist in der Geschichtsschreibung die traditionelle Bezeichnung für die Zeit der Formierung der modernen slowakischen Nation im Zeitalter der Aufklärung in den Jahren 1780–1848 (nach manchen Quellen bis 1867). Die Slowakei war zu dieser Zeit Bestandteil des Königreichs Ungarn.
Diese Periode der slowakischen Geschichte wird üblicherweise in drei Generationen oder Phasen unterteilt.

## Erste Phase
In der ersten Phase (1780–1820) konzentrierte sich die slowakische Intelligenz auf die Gründung nationaler Vereine, die vor allem Kunstliteratur herausgaben, und auf Aufklärungsarbeit unter der Bevölkerung, da die Slowaken damals überwiegend nur Untertanen waren. 
Die erste Geschichte der slowakischen Nation von Juraj Papánek erschien 1780, die erste slowakische Zeitung, die Prešpurské noviny, 1783. 
Seit dem 15. Jahrhundert verwendete man in der aus vielen slowakischen Dialekten sprachlich zusammengesetzten Slowakei, neben Latein, in der Regel ein leicht slowakisiertes Tschechisch, aber auch die westslowakischen und mittelslowakischen Dialekte, als Schriftsprache. Den ersten Versuch, den westslowakischen Dialekt als die Schriftsprache zu kodifizieren, gab es bereits 1763 durch Romuald Hadbavný und 1781 durch Jozef Ignác Bajza. Aber erst dem Katholiken Anton Bernolák, der am Generalseminar in Pressburg studierte, gelang 1787 die erste erfolgreiche Kodifizierung einer slowakischen Schriftsprache (die sog. Bernolák-Sprache). Sie beruhte auf der westslowakischen Sprache, die die Slowaken von der Universität von Tyrnau verwendeten. Die meisten Katholiken verwendeten diese Sprache bis 1851. Im Jahre 1792 gründeten Bernolák und seine Anhänger (vor allem Juraj Fándly) in Tyrnau den Verein Slovenské učené tovarišstvo mit Filialen in der ganzen Slowakei, der Literatur in der Bernolák-Sprache herausgab. 
Die slowakischen Protestanten, die schon immer mit dem protestantischen Tschechien enge Kontakte hatten, verwendeten jedoch weiterhin das leicht slowakisierte Tschechisch. Sie gründeten 1803 an dem Evangelischen Lyzeum von Pressburg den Lehrstuhl der tschechisch-slawischen Sprache und Literatur unter der Leitung von Professor Juraj Palkovič, der seit 1837 oft von seinem Hilfsprofessor Ľudovít Štúr vertreten wurde. Sie verwendeten dort die tschechische Sprache.

## Zweite Phase
Die zweite Generation (1820–1835) musste sich vor allem auf Streitigkeiten mit Vertretern der Magyarisierung (siehe Geschichte der Slowakei) konzentrieren. Die Zusammenarbeit mit anderen slawischen Nationen wurde als potentieller Schutz vor Magyarisierung gefördert. 
Die wichtigsten Vertreter der Protestanten mit ihrem leicht slowakisierten Tschechisch waren die Slowaken Ján Kollár (protestantischer Pfarrer, später Archäologie-Professor in Wien) und Pavol Jozef Šafárik (Professor in Neusatz und Prag, einer der Begründer der modernen Slawistik). Beide hatten in Deutschland studiert, waren vom entstehenden deutschen Nationalismus inspiriert und betrachteten alle Slawen mehr oder weniger als eine Nation. Die wichtigsten Vertreter der Katholiken mit ihrer an Bernolák orientierten Sprache waren Alexander Rudnay (Erzbischof), Martin Hamuljak (Beamter einer ungarischen Zentralbehörde in Pest) und Ján Hollý (Dichter). Die Protestanten und die Katholiken begannen aber wegen der zunehmenden Bedrohung durch die Magyarisierung im Königreich zueinander zu finden: 1834 wurde der Verein der Liebhaber der slowakischen Sprache und Literatur unter der Führung von Kollár und Martin Hamuljak gegründet, der sowohl Texte in der Sprache Bernoláks als auch Texte im leicht slowakisierten Tschechisch herausgab. 
Viele Texte, die sich mit der Magyarisierung befassten, mussten wegen Zensur im Ausland anonym erscheinen. Außerdem entstand auch das slowakische Theater und slowakische Dramen. 1830 entstand das erste slowakische (Amateur-)Theater in Liptovský Svätý Mikuláš/Liptau-St-Nikolaus.

## Dritte Phase
Der dritten Generation (1835–1848), auch Jungslowaken genannt, gelang es schließlich die verschiedenen slowakischen Gruppierungen zu vereinigen und die heutige Form der slowakischen Schriftsprache zu kodifizieren. Die junge Generation war vom Kampf der zwei slawischen Nationen Polen und Russen (Aufstand der Polen gegen die zarische Oberhoheit von 1830 bis 1831) beeinflusst, der definitiv zeigte, dass es so etwas wie eine einheitliche slawische Nation nicht gibt. 
Das Zentrum der Jungslowaken war das vorstehend genannte Evangelische Lyzeum von Pressburg und seine Studenten. 1829 haben hier die Studenten – wie es damals in Europa üblich war – den autodidaktischen Verein (politische Vereine waren in Ungarn verboten) Tschechisch-Slowakische Gesellschaft unter dem Vorsitz von Professor Palkovič (seit 1835 Ľudovít Štúr) gegründet. Die wichtigsten Mitglieder waren Ľudovít Štúr, Jozef Miloslav Hurban, Michal Miloslav Hodža, Samo Chalupka und andere. Zu den Tätigkeiten der Gesellschaft gehörten die Aufklärung der slowakischen Bevölkerung und die Herausgabe von Literatur. 1837 wurde Štúr stellvertretender Professor am Evangelischen Lyzeum, die Tschechisch-Slowakische Gesellschaft wurde von den Behörden verboten und die radikalsten Slowaken (unter anderem Jozef Hurban, Milan Hodža, Samo Chalupka) gründeten unter dem Einfluss der Wiener Bewegung Junges Europa den geheimen Verein Vzájomnosť (dt. Das Miteinander), der eine bürgerliche Revolution und Föderalisierung Ungarns zum Ziel hatte und 1840 aus Angst vor Verfolgung aufgelöst wurde. Die Štúr-Anhänger gründeten Abendschulen, Anti-Alkoholismus-Vereine und Kreditgenossenschaften, um der slowakischen Bevölkerung in jeder Hinsicht zu helfen.
Am Ende der 30er Jahre nahm die Magyarisierung, vor allem im protestantischen Bereich, gewaltsame Formen an. Als Reaktion darauf legten die Štúr Anhänger dem Kaiser in Wien zwei Petitionen (1842, 1844) vor, jedoch ohne nennenswerten Erfolg. 1844 wurde deswegen Štúr von den ungarischen Behörden vom Evangelischen Lyzeum abberufen und viele Studenten verließen aus Protest die Schule. Hierbei entstand auch die heutige slowakische Nationalhymne Nad Tatrou sa blýska. 
Die wichtigste Leistung der jungen Protestanten um Ľudovít Štúr war die sich auch aus ihren ethnologischen Forschungen ergebende „wissenschaftliche“ Erkenntnis, dass die Slowaken eine eigenständige, von den Tschechen verschiedene, ethnische Gruppe darstellten – eine Erkenntnis, zu der die Katholiken schon Jahrzehnte früher gelangt waren. 1843 haben die Štúr-Anhänger folglich nach Absprache mit dem wichtigsten Bernolák-Anhänger Ján Hollý eine neue slowakische Schriftsprache auf der Grundlage des nordmittelslowakischen Dialekts kodifiziert, die die Bernolák-Sprache und das leicht slowakisierte Tschechisch ersetzte und die im Wesentlichen bis heute verwendet wird. 1847 haben sich ihnen auch die restlichen Bernolák-Anhänger und 1851 nach anfänglichen starken Protesten (v. a. Kollárs) auch die ältere Protestanten-Generation angeschlossen. 1844 wurde zur Verbreitung der neuen Sprache der erste wirklich slowakeiweite Verein Tatrín gegründet. 
1847–1848, am Vorabend der Revolution von 1848, wurde Ľudovít Štúr Abgeordneter des ungarischen Landtags in Pressburg für die Stadt Zvolen/Altsohl. Er präsentierte hier zum ersten Mal „offiziell“ einige der slowakischen Anliegen (Abschaffung der Hörigkeit (Bauernbefreiung), Verwendung der slowakischen Sprache zumindest in niederen Schulen etc.).